# Gallimim
Gallimim (Gallimimus) – rodzaj wymarłego dinozaura, teropoda z grupy ornitomimozaury i rodziny ornitomimów, żyjącego na terenach współczesnej Mongolii w epoce kredy późnej, około 70 milionów lat temu. Jest to największy przedstawiciel ornitomimów, osobnik dorosły osiągał 6 m długości, 1,9 m wysokości i ważył około 440 kg. Mógł być pokryty piórami, co potwierdzono u jego bliskich krewnych. Niewielka, lekka głowa nosiła duże, skierowane na boki oczy. Długi w porównaniu z innymi ornitomimami pysk był szerszy i bardziej zaokrąglony na czubku, niż u innych gatunków. Zęby nie występowały, ich brak zastępował keratynowy dziób. Żuchwa była delikatna. Wiele kręgów nosiło otwory wskazujące na przestrzenie powietrzne w środku. Szyja względem tułowia była długa. Ręce względnie najkrótsze spośród ornitomimozaurów, kończyły się trzema palcami o zakrzywionych szponach. Przednie kończyny wydawały się słabe w porównaniu z długimi tylnymi. 
Skamieniałości osobników w różnych stadiach rozwoju odkryła polsko-mongolska wyprawa paleontologiczna na pustyni Gobi na terenie Mongolii w latach 60. XX wieku. Duży szkielet z tego regionu został obrany holotypem nowego rodzaju i gatunku Gallimimus bullatus w 1972. Nazwa rodzajowa oznacza "naśladujący kurę", odwołuje się do podobieństw łączących kręgi szyjne zwierzęcia z grzebiącymi (kurakami). Epitet gatunkowy wywodzi się od bulli, amuletu noszonego przez starożytnych Rzymian w młodości – bullowata struktura widniała u podstawy czaszki gallimima. W tamtych czasach skamieniałości Gallimimus stanowiły najkompletniejsze i najlepiej zachowane pozostałości ornitomima, rodzaj pozostaje jednym z najlepiej poznanych przedstawicieli tej grupy. Rodzina ornitomimów zalicza się do grupy ornitomimozaurów. Za najbliższego krewnego gallimima uznano również pochodzącego z Mongolii anserimima.
Jako ornitomim Gallimimus był rączym zwierzęciem, dzięki swej szybkości zdolnym do ucieczki przed drapieżnikami. Osiąganą przezeń prędkość szacuje się na 42-56 km/h. Mógł dysponować dobrym wzrokiem i inteligencją porównywalną z obserwowaną u bezgrzebieniowców. Mógł wieść życie w grupach, na co wskazuje odkrycie kilku osobników zachowanych w jednej skale. Wysnuwano różne teorie co do diety gallimima i innych ornitomimów. Znacznej ruchomości szyja mogła pomagać w wynajdywaniu niewielkiej zdobyczy na ziemi, ale zwierzę mogło też być oportunistycznym wszystkożercą. Sugerowano także, że gallimim wykorzystywał niewielkie kolumnowe struktury dzioba do filtrowania wody, choć struktury te mogły też być grzebieniami służącymi żerowaniu na twardym pokarmie roślinnym, co wskazywałoby na roślinożerność. Gallimimus to najczęściej spotykany ornitomimozaur formacji Nemegt, gdzie żył pośród swych krewnych anserimima i deinocheira. Przedstawiono go w filmie Park Jurajski, w istotnej – w historii efektów specjalnych – scenie, ukazując go zgodnie z popularnym poglądem w sposób przypominający ptaka.

## Budowa

Porównanie wielkości gallimima i człowieka

Gallimimus jest największym znanym przedstawicielem rodziny ornitomimów. Holotyp będący dorosłym osobnikiem (okaz IGM 100/11) mierzył około 6 m długości oraz 1,9 m wysokości w biodrach. Jego czaszka mierzyła 330 mm długości, a kość udowa miała 660 mm. Masę ciała zwierzęcia szacuje się na 440 kg. Dla porównania osobnik młodociany ZPAL MgD-I/94 mierzył około 2,15 m długości, 0,79 m wysokości w biodrach i ważył około 26 kg. W oparciu o skamieniałości blisko spokrewnionego ornitomima wiadomo, że ornitomimozaury były upierzone. Osobniki dorosłe miały przypominające skrzydła struktury, na co wskazuje obecność pozostałości po wypustkach na kości łokciowej. Za życia wyrastały w tym miejscu lotki.

### Czaszka

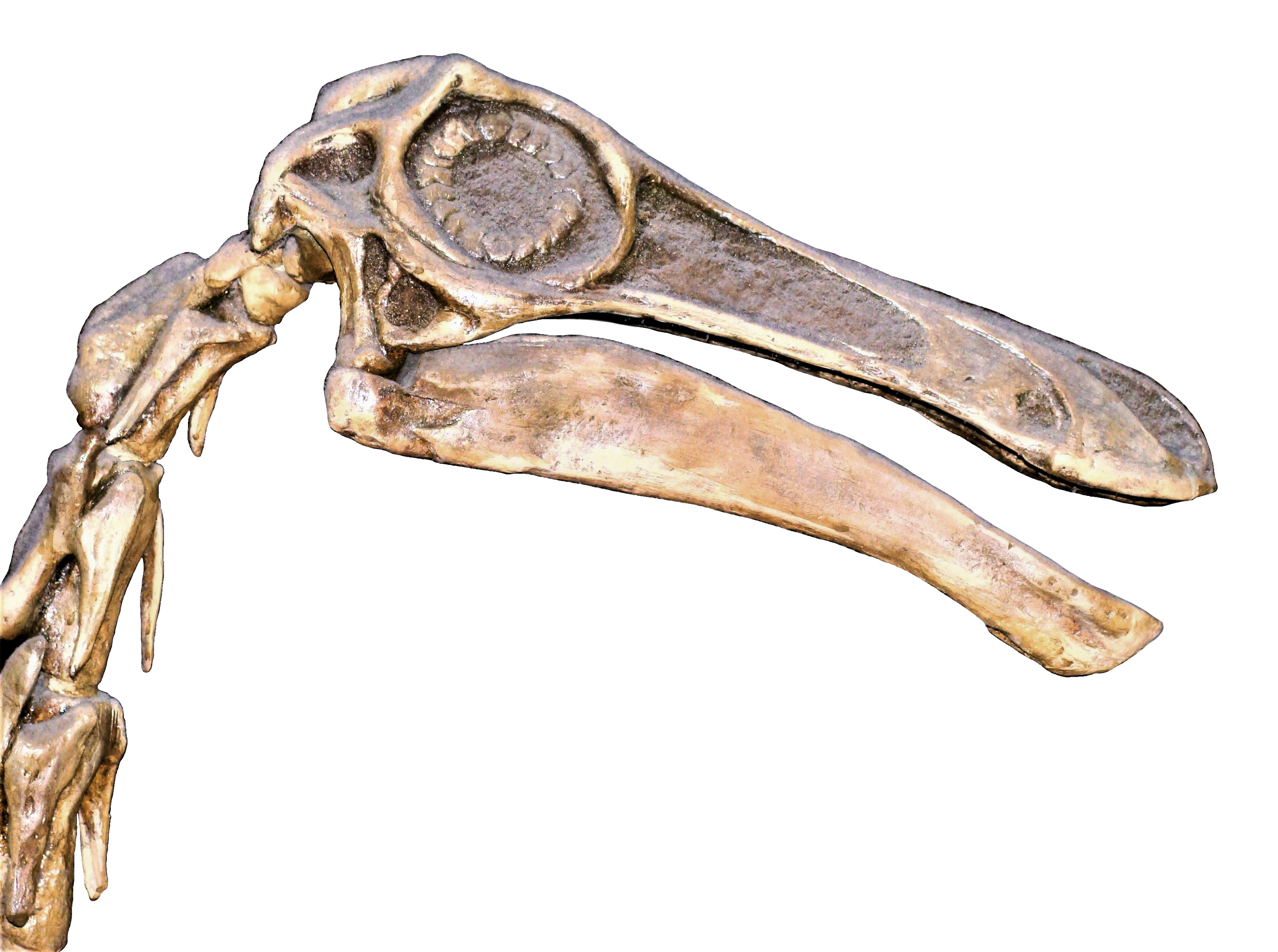
Rekonstrukcja głowy i szyi, Muzeum Historii Naturalnej w Londynie

W porównaniu z kręgosłupem głowa gallimima była bardzo mała i lekka. Dzięki długiemu pyskowi czaszka gallimima była dłuższa niż u innych ornitomimów, a pysk cechował się łagodnie opadającym górnym profilem; cecha ta u osobników młodocianych była mniej wydatna. Boczny profil odróżniał gallimima od innych ornitomimów także brakiem zwężenia ku przedniej połowie, dolny przedni brzeg kości przedszczękowej na przedzie szczęki kierował się do góry zamiast przebiegać horyzontalnie. Widziany z góry pysk przyjmował kształt łyżkowaty, szeroki i zaokrąglony u czubka (U-kształtny), podczas gdy był on raczej V-kształtny u północnoamerykańskich ornitomimów. Duże oczodoły kierowały się ku bokom, jak u innych przedstawicieli tej samej rodziny. Okolica skroniowa po bokach czaszki za oczami była głęboka, a okno podskroniowe (niższy z otworów leżących za oczodołem) – niemal trójkątny i mniejszy od spotkanego u blisko spokrewnionego strutiomima. Sklepienie czaszki z tyłu, wzdłuż kości ciemieniowych, zdobiły głębokie ślady po przyczepach mięśni. Cienkościenna, wydrążona kość przyklinowa tworzyła gruszkowatą, bulwiastą strukturę z płytką zmarszczką otwierającą się u podstawy czaszki. Nozdrza wewnętrzne były duże, leżały daleko z tyłu za podniebieniem, w związku z obecnością rozległego podniebienia wtórnego, częstego u ornitomimów.
Delikatna żuchwa, budowana przez cienkie kości, była smukła i płytka od przodu, pogłębiała się nieco w kierunku zadnim. Jej przód przywodził na myśl łopatę, ze szparą pomiędzy koniuszkami szczęki i żuchwy nawet przy zamkniętych ustach. Przypomina to budowę współczesnej mewy siwej. Wyrostek zastawowy, miejsce przyczepu mięśni poruszających żuchwą u jej tylnej części, był dobrze rozwinięty, składał się głównie z kości kątowej. Największą kością żuchwy była natomiast kość nadkątowa, co stanowi często spotykaną u teropodów cechę. Okno żuchwowe, skierowany ku bokowi otwór w żuchwie, było wydłużone i względnie małe. Nie występował wyrostek dziobiasty ani kość nadzębowa, ich nieobecność stanowi cechę często obserwowaną wśród zaopatrzonych w dzioby teropodów, takich jak ornitomimozaury, terizinozaury i ptaki, w przeciwieństwie do innych teropodów. Kształt i proporcje czaszki zmieniały się znacznie w trakcie wzrostu zwierzęcia. Tył czaszki i oczodoły zmniejszały swój względny rozmiar, podczas gdy wydłużał się pysk. Podobne zmiany obserwuje się u dzisiejszych krokodyli.  Czaszka była też proporcjonalnie większa u osobników młodszych. Szczęka ani żuchwa Gallimimus nie nosiły zębów, ich przednie części pokrywał zbudowany z keratyny rogowy dziób  (rhamphotheca). Mógł on zajmować mniejszą ich część niż u północnoamerykańskich krewnych, na co wskazuje nieobecność otworów odżywczych w kości szczękowej. Wewnętrzna powierzchnia dzioba rozwijała małe, gęsto upakowane, równomiernie rozłożone struktury kolumnowe, których właściwa natura pozostaje wciąż przedmiotem debaty. Najdłuższe z nich leżały u przodu, podczas gdy coraz niższe z tyłu.

### Kręgosłup

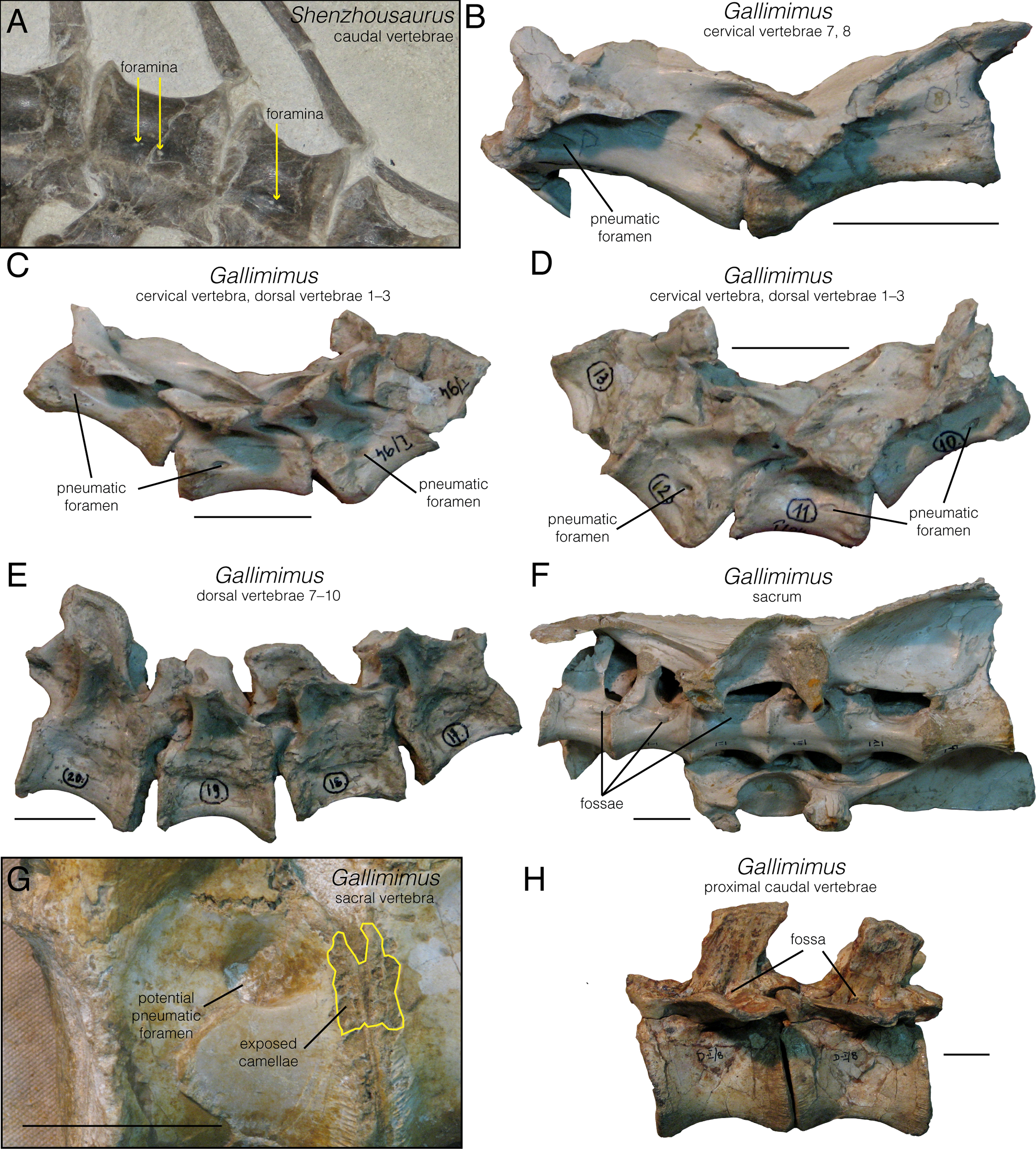
Struktury pneumatyczne w kręgach ogonowych Shenzhousaurus (A) oraz szyjnych (B, C, D), grzbietowych (E), krzyżowych (F, G) i ogonowych (H) Gallimimus

Kręgosłup Gallimimus liczył 64–66 kręgów, a więc mniej niż u innych ornitomimów. Trzony były platyceliczne, o płaskiej powierzchni przedniej i wklęsłej tylnej. Wyjątek stanowiło sześć pierwszych kręgów ogonowych, których tylna powierzchnia również była płaska, a także kręgi końca ogona – amfiplatyczne, o obu powierzchniach płaskich. Wiele trzonów miał otwory zwane pleurocelami, będąc zapewne kośćmi pneumatycznymi (ich wydrążone otwory wypełniały worki powietrzne). Szyję wspierało 10 kręgów szyjnych, długich i szerokich z wyjątkiem dźwigacza, pierwszego kręgu łączącego się z tyłem głowy. Atlas różnił się od spotykanego i innych Ornithomimidae, jako że powierzchnia jego intercentrum pochylała się do dołu w kierunku tylnym zamiast być wklęsła i skierowana ku przodowi. Szyja wydaje się proporcjonalnie większa względem tułowia niż u innych ornitomimów. Dzieliła się ona na dwie odrębne części: proksymalne kręgi szyjne cechowały się prawie trójkątnymi trzonami w widoku z boku i zwężającymi się ku tyłowi, miały też niskie łuki kręgowe i krótkie, szerokie wyrostki stawowe (zygapofyzy). Dystalne kręgi szyjne miały cewkowate trzony ze stopniowo coraz wyższymi i dłuższymi, cienkimi wyrostkami stawowymi. Otwory w kręgach były małe i owalne. Z tylnych części kręgów wychodziły wyrostki kolczyste tworzące długie, niskie i ostre grzebienie, nie licząc kręgów szyjnych położonych najbardziej z tyłu.
Grzbiet Gallimimus wspierało 13 kręgów grzbietowych o cewkowatych, krótkich trzonach, głębszych i dłuższych ku tyłowi. Wyrostki poprzeczne, służące połączeniom z żebrami, o nieznacznie większej długości w miarę przesuwania się ku tyłowi. Dwa pierwsze kręgi grzbietowe nosiły głębokie otwory pneumatyczne, podczas gdy kolejne miały jedynie płytkie doły. Wydatne wyrostki kolczyste przypominały kształtem trójkąt bądź czworokąt. Kość krzyżową budowało 5 kręgów krzyżowych raczej równej długości. Trzony miały cewkowate, boki spłaszczone, nosiły też zagłębienia, które u niektórych okazów przechodziły w głębokie otwory. Wyrostki kolczyste przyjmowały kształt prostokątny, były szerokie i wyższe, niż ich odpowiedniki odcinka grzbietowego. Wyższe bądź równe wysokości górnego brzegu talerza kości biodrowej, były oddzielone od siebie, podczas gdy u innych Ornithomimidae występowały połączone. Ogon obejmował od 36 do 39 kręgów o trzonach z przodu cewkowatych, z tyłu prawie trójkątnych, w poprzek wydłużonych. Wyrostki kolczyste miały wysokie a płaskie, coraz mniejsze ku tyłowi, gdzie przechodziły w coś na kształt grzebienia. Jedyną oznakę pneumatyczności stanowiły głębokie doły pomiędzy wyrostkami kolczystymi i wyrostkami poprzecznymi dwóch pierwszych kręgów ogonowych. Wszystkie kręgi przedkrzyżowe prócz dźwigacza miały żebra, przy czym żebra szyjne wiązały się z odpowiadającymi im kręgami tylko u osobników dorosłych.

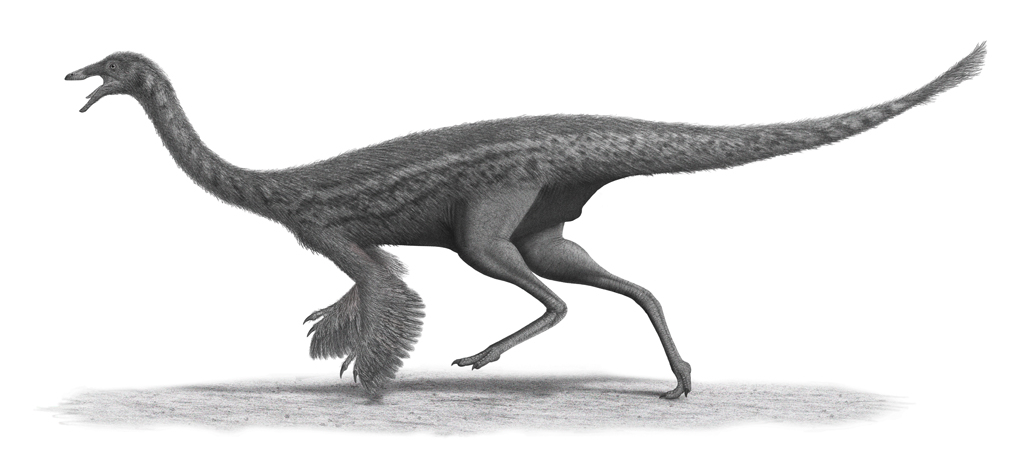
Rekonstrukcja pokazująca upierzonego osobnika dorosłego, bazująca na znalezisku ornitomima

### Kończyny
Łopatka, krótka i zakrzywiona, była cienka na przednim końcu i gruba na tylnym. Względnie słabo łączyła się z kością kruczą, dużą i grubą z góry na dół. Ogólnie kończyny przednie nie różniły się istotnie od swych homologów innych ornitomimów. U wszystkich przedstawicieli tej rodziny były one względnie słabe. Kość ramienna, prawie okrągła w przekroju, była długa i skręcona. Jej górna część nosiła względnie niewielki grzebień naramienno-piersiowy, zapewniający niewielką powierzchnię przyczepu mięśni poruszających kończyną przednią. Smukła, długa i słabo skręcona kość łokciowa cechowała się prawie trójkątnym trzonem. Osobniki dorosłe miały spory wyrostek łokciowy, u okazów młodocianych był on słabiej rozwinięty. Długa i smukła kość promieniowa miała koniec bliższy nieco szerszy od dalszego. Dłoń była proporcjonalnie krótka w porównaniu z dłońmi innych ornitomimozaurów. Cechowała się też najniższym wśród przedstawicieli rzeczonej grupy stosunkiem swej długości do długości kości ramiennej. Poza tym nie przedstawiała istotnych odmienności. Kończyła się trzema palcami podobnej do siebie budowy. Najsilniejszy był pierwszy z nich, czyli kciuk. Potem następował drugi, najdłuższy z palców, trzeci zaś był najsłabszy. Paliczki dystalne były silne, trochę zakrzywione (najbardziej w przypadku kciuka) i spłaszczone bocznie z głębokim rowkiem na każdym boku. Paliczki te również przypominały się wzajemnie, trzeci był trochę mniejszy od poprzednich. Przednie kończyny stawały się proporcjonalnie dłuższe w czasie wzrostu.
Długa i smukła miednica była zakończona rozszerzającą się ku przodowi i tyłowi stopką łonową, będącą ogólną cechą ornitomimozaurów. Tylne kończyny różniły się nico od występujących u innych ornitomimów, był proporcjonalnie dłuższe niż u innych teropodów. Prawie prosta kość udowa była długa i smukła, trzon miała spłaszczony bocznie. Długa i prosta kość piszczelowa tworzyła dwa dobrze rozwinięte kłykcie na końcu bliższym i spłaszczonym końcu dalszym. Kość strzałkowa była płaska, cienka i szeroka na górnym końcu, zwężając się ku dolnemu. Dolna połowa trzeciej kości śródstopia była szeroka, częściowo pokrywała przylegające po obu bokach kości śródstopia, ale zwężała się gwałtownie w połowie długości, klinując się pomiędzy nimi. Trzeci palec był względem całej kończyny krótszy niż u innych Ornithomimidae. Jak u nich, nie występował paluch. Paliczki dystalne były spłaszczone w dolnych częściach boków, dwa zewnętrzne odchylały się lekko na zewnątrz. Względna długość kości zmieniała się bardzo nieznacznie ze wzrostem zwierzęcia.

## Historia odkryć

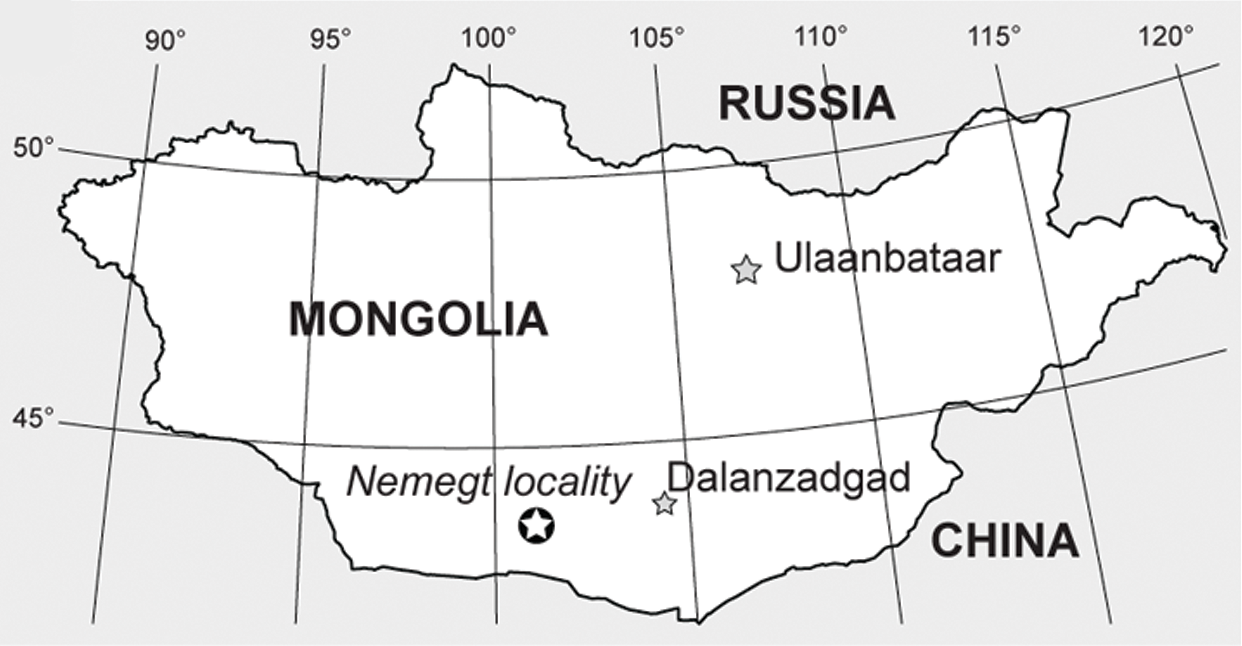
Nemegt (✪) w Kotlinie Nemegt na południu Mongolii, gdzie znaleziono pozostałości Gallimimus

Między 1963 a 1965 Polska Akademia Nauk i Mongolska Akademia Nauk zorganizowały polsko-mongolskie wyprawy paleontologiczne na pustynię Gobi w Mongolii. Do pozostałości dinozaurów odkrytych w piaszczystych osadach Kotliny Nemegt zaliczają się liczne szczątki ornitomimów na różnych etapach wzrostu z Nemegt, Tsaagan Khushuu, Altan Ula IV i Naran Bulak. Znaleziono trzy częściowo kompletne szkielety, dwa z czaszkami, jak też wiele fragmentarycznych szczątków. Największy z nich (później uznany za holotyp Gallimimus bullatus) odkryła polska paleontolożka Zofia Kielan-Jaworowska w Tsaagan Khushuu w 1964. Zwierzę zachowało się w pozycji leżącej na plecach, z czaszką pod miednicą. W tym samym roku znaleziono także mniejszy okaz w Nemegt. Mały szkielet bez przednich kończyn odkryła w 1967 ekspedycja mongolska w Bugeen Tsav poza Kotliną Nemegt. Skamieniałości znajdują się w posiadaniu Mongolskiej, Polskiej i Radzieckiej/Rosyjskiej Akademii Nauk. Część szkieletów wystawiano w Warszawie w 1968, zmontowane w postawie na wpół wyprostowanej, obowiązującej w tamtych czasach. Obecnie przyjmuje się, że dinozaury te przyjmowały postawę bardziej poziomą.

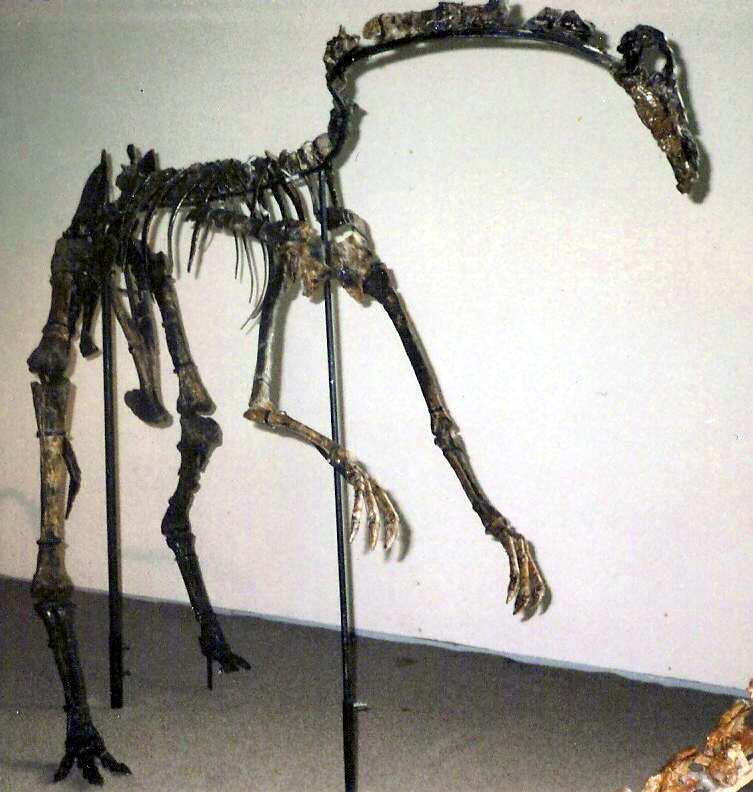
Holotyp IGM 100/11, tymczasowa wystawa w Hellerup

W 1972 paleontolodzy Halszka Osmólska, Ewa Roniewicz i Rinchen Barsbold ukuli nową nazwę rodzajową i gatunkową Gallimimus bullatus, opierając się na najwięklszym zebranym okazie IGM 100/11 z Tsaagan Khushuu, wcześniej znanemu jako G.I.No.DPS 100/11 i MPD 100/11 jako holotypie. Nazwa rodzajowa pochodzi z łaciny od słowa gallus ozaczającego kurczaka oraz od greckiego mimos oznaczającego naśladowcę. Odnieśli się tutaj do przedniej części kręgów szyi, przypominających obserwowane u kuraków. Epitet gatunkowy pochodzi z łaciny, biorąc swój źródłosłów od bulla, złotej kapsuły noszonej przez młodzież starożytnego Rzymu na szyi. Skojarzyła się z nim badaczom bulbowata kapsuła na kości przyklinowej u podstawy czaszki. Struktury takiej nie opisywano wcześniej u żadnego gada, wobec czego wydawała się niezwykłą. Holotyp obejmował prawie kompletny szkielet o zniekształconym pysku, niekompletnej żuchwie, seriach kręgów, miednicy, jak też brakujących kościach ręki i stopy. Inne częściowo kompletne szkielety pozostawiły po sobie osobniki młodociane. ZPAL MgD-I/1 z Tsaagan Khushuu miał zmiażdżoną czaszkę o brakującym koniuszku, zniszczone kręgi, fragmentaryczne żebra, obręcz kończyny górnej i przednie łapy oraz niekompletną lewą kończynę tylną. W ZPAL MgD-I/94 z Nemegt brakowało czaszki, dźwigacza, koniuszka ogona, obręczy kończyny górnej i samej tejże kończyny. Najmniejszy okaz IGM 100/10 znaleziono w Bugeen Tsav, brakowało mu obręczy ramiennej, kończyn przednich oraz kilku kręgów i żeber. Osmólska i współpracownicy wymienili w sumie 25 znanych okazów, spośród których 9 stanowią pojedyncze kości.
W czasie opis rodzaju skamieniałości Gallimimus stanowiły najbardziej kompletny i najlepiej zachowany materiał kopalny, a rodzaj pozostaje cały czas wśród najlepiej poznanych członków tej grupy. Ornithomimidae znano wcześniej głównie z kontynentu północnoamerykańskiego, z Azji poznano jedynie Archaeornithomimus, a i w jego przypadku nie znaleziono wcześniej czaszki. Od czasu pierwszych odkryć więcej okazów znalazły dalsze kierowane przez Mongołów wyprawy międzynarodowe. Trzy ze szkieletów gallimima (w tym holotyp) weszły w skład podróżującej wystawy skamieniałości mongolskich dinozaurów, przemierzającej wiele państw. Rabowanie skamieniałości stało się istotnym problemem w Mongolii w XXI stuleciu. Kilka okazów gallimima również padło ofiarą kradzieży. W 2017 Hang-Jae Lee i współpracownicy donieśli o skamieniałych śladach odkrytych w 2009 wraz z zakleszczoną stopą Gallimimus (okaz MPC-D100F/17). Reszta szkieletu wydawała się już wcześniej zrabowana, wraz z kilkoma innymi okazami Gallimimus, na co wskazywały puste miejsca po wykopach, odpadki i porozrzucane po kamieniołomie połamane kości. Niemniej to co udało się znaleźć było niezwykłe jako skamieniałe ślady wraz ze skamieniałym ciałem zwierzęcia. Część ze śladów pasuje do stóp ornitomimów, podczas gdy inne pozostawiły odmienne rodzaje dinozaurów.

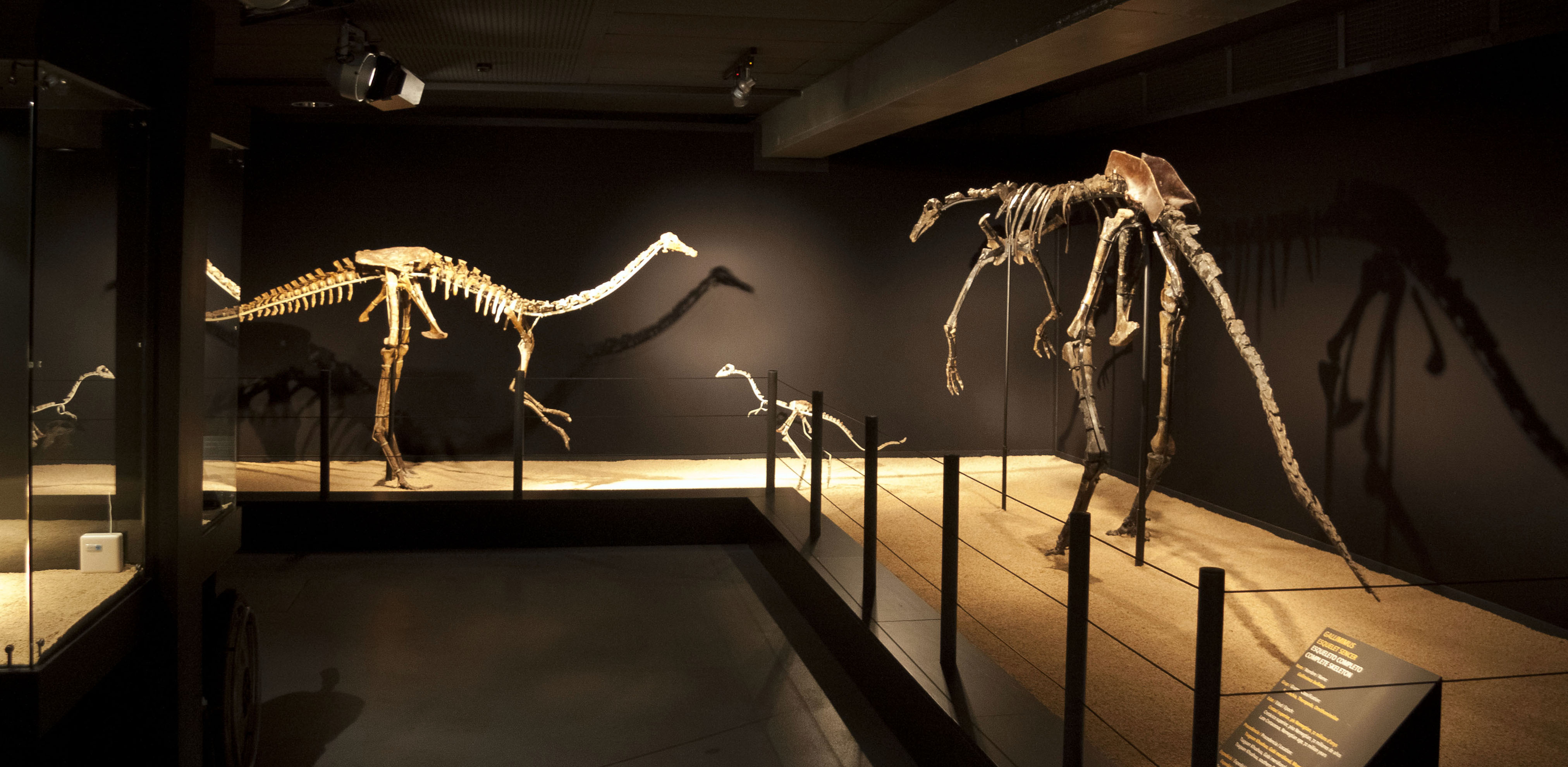
Trzy szkielety, w tym widoczny po prawej holotyp, na tymczasowej wystawie w CosmoCaixa Barcelona

## Systematyka
Osmólska i współpracownicy zaliczyli Gallimimus do rodziny ornitomimów (Ornithomimidae) w 1972, wraz z jego najbliższym krewnym, północnoamerykańskim Struthiomimus, ubolewając nad trudnościami w porównaniu obu rodzajów, gdyż inne ornitomimy znane były w tamtych czasach z kiepsko zachowanych szczątków bądź też nie były właściwie opisane. W 1975 Kielan-Jaworowska stwierdziła, że chociaż wiele azjatyckich dinozaurów umieszczono w tych samych rodzinach co ich północnoamerykańscy krewni, ta ranga wydaje się być bardziej inkluzywna, niż w przypadku współczesnych ptaków. Podkreśliła, że o ile Gallimimus miał zaokrąglony dziób przypominający gęsi czy kaczy, ornitomimy kontynentu północnoamerykańskiego miały dzioby zaostrzone. Różnica taka w przypadku współczesnych ptaków zaowocowałaby umieszczeniem ich w dwu odrębnych rodzinach. W 1976 Barsbold umieścił Ornithomimidae w nowej grupie ornitomimozaurów (Ornithomimosauria). W 2003 Kobayashi i Jun-Chang Lü odkryli, że Anserimimus był taksonem siostrzanym gallimima. Razem tworzyły one zaawansowany ewolucyjnie klad z rodzajami północnoamerykańskimi, co potwierdzili Kobayashi i Barsbold w 2006
W 1988 paleontolog Gregory S. Paul wskazał większe podobieństwo czaszek ornitomimów do siebie niż wcześniej sądzono, w związku z czym przeniósł wszystkie ich gatunki do jednego rodzaju Ornithomimus, czyniąc z gallimima O. bullatus. W 2010 natomiast powrócił do "Gallimimus (lub Struthiomimus) bullatus", w 2016 zaś używał tylko nazwy rodzajowej Gallimimus. Inni autorzy ogólnie umieszczali rzeczone gatunki w odrębnych rodzajach. W 1988 doniesiono o kręgach ornitomima nieformalnie określonego "Sanchusaurus", przypisanego jednak do rodzaju Gallimimus niepewnego gatunku (sp.) przez paleontologa Donga Zhiminga i współpracowników w 1990. Barsbold nieformalnie odnosił się do prawie kompletnego szkieletu IGM 100/14 jako do "Gallimimus mongoliensis", ale z powodu różnic z Gallimimus w pewnych szczegółach budowy Yoshitsugu Kobayashi i Barsbold zaproponowali w 2006 umieszczenie go w osobnym rodzaju. W 2000 paleontolog Philip J. Currie zaproponował, że Anserimimus, znany wyłącznie z pojedynczego szkieletu z Mongolii, jest młodszym synonimem Gallimimus, spotykając się w efekcie z krytyką Kobayashiego i Barsbolda, którzy wskazali na kilka różnic pomiędzy rodzajami. Barsbold zauważył pewne wariacje morfologiczne wśród nowszych okazów gallimima, ale nie opublikował tego.
Pozycję gallimima wśród ornitomimów wedle Li Xu i innych, 2011, prezentuje następujący kladogram

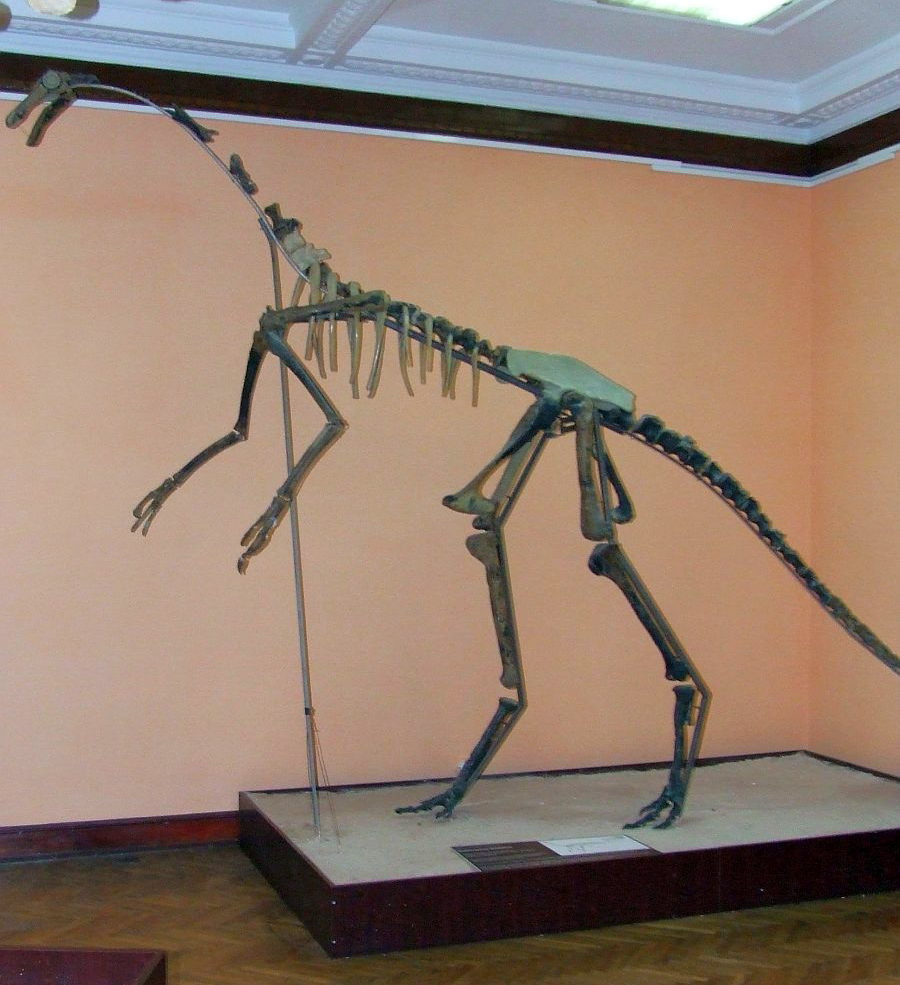
Odlew holotypu w postawie półwyprostowanej, Muzeum Ewolucji Instytutu Paleobiologii Polskiej Akademii Nauk w Warszawie

|  | Anserimimus |
|  |             |
|  | Gallimimus  |
|  |             |

|  | Qiupalong                                                      |
|  |                                                                |
|  | \| \| Struthiomimus \| \| \| \| \| \| Ornithomimus \| \| \| \| |
|  |                                                                |
|  | Struthiomimus                                                  |
|  |                                                                |
|  | Ornithomimus                                                   |
|  |                                                                |

|  | Struthiomimus |
|  |               |
|  | Ornithomimus  |
|  |               |

|  | Anserimimus |
|  |             |
|  | Gallimimus  |
|  |             |

|  | Qiupalong                                                      |
|  |                                                                |
|  | \| \| Struthiomimus \| \| \| \| \| \| Ornithomimus \| \| \| \| |
|  |                                                                |
|  | Struthiomimus                                                  |
|  |                                                                |
|  | Ornithomimus                                                   |
|  |                                                                |

|  | Struthiomimus |
|  |               |
|  | Ornithomimus  |
|  |               |

|  | Anserimimus |
|  |             |
|  | Gallimimus  |
|  |             |

|  | Qiupalong                                                      |
|  |                                                                |
|  | \| \| Struthiomimus \| \| \| \| \| \| Ornithomimus \| \| \| \| |
|  |                                                                |
|  | Struthiomimus                                                  |
|  |                                                                |
|  | Ornithomimus                                                   |
|  |                                                                |

|  | Struthiomimus |
|  |               |
|  | Ornithomimus  |
|  |               |

|  | Anserimimus |
|  |             |
|  | Gallimimus  |
|  |             |

|  | Qiupalong                                                      |
|  |                                                                |
|  | \| \| Struthiomimus \| \| \| \| \| \| Ornithomimus \| \| \| \| |
|  |                                                                |
|  | Struthiomimus                                                  |
|  |                                                                |
|  | Ornithomimus                                                   |
|  |                                                                |

|  | Struthiomimus |
|  |               |
|  | Ornithomimus  |
|  |               |

|  | Anserimimus |
|  |             |
|  | Gallimimus  |
|  |             |

|  | Qiupalong                                                      |
|  |                                                                |
|  | \| \| Struthiomimus \| \| \| \| \| \| Ornithomimus \| \| \| \| |
|  |                                                                |
|  | Struthiomimus                                                  |
|  |                                                                |
|  | Ornithomimus                                                   |
|  |                                                                |

|  | Struthiomimus |
|  |               |
|  | Ornithomimus  |
|  |               |

|  | Anserimimus |
|  |             |
|  | Gallimimus  |
|  |             |

|  | Qiupalong                                                      |
|  |                                                                |
|  | \| \| Struthiomimus \| \| \| \| \| \| Ornithomimus \| \| \| \| |
|  |                                                                |
|  | Struthiomimus                                                  |
|  |                                                                |
|  | Ornithomimus                                                   |
|  |                                                                |

|  | Struthiomimus |
|  |               |
|  | Ornithomimus  |
|  |               |

|  | Anserimimus |
|  |             |
|  | Gallimimus  |
|  |             |

|  | Qiupalong                                                      |
|  |                                                                |
|  | \| \| Struthiomimus \| \| \| \| \| \| Ornithomimus \| \| \| \| |
|  |                                                                |
|  | Struthiomimus                                                  |
|  |                                                                |
|  | Ornithomimus                                                   |
|  |                                                                |

|  | Struthiomimus |
|  |               |
|  | Ornithomimus  |
|  |               |

|  | Anserimimus |
|  |             |
|  | Gallimimus  |
|  |             |

|  | Qiupalong                                                      |
|  |                                                                |
|  | \| \| Struthiomimus \| \| \| \| \| \| Ornithomimus \| \| \| \| |
|  |                                                                |
|  | Struthiomimus                                                  |
|  |                                                                |
|  | Ornithomimus                                                   |
|  |                                                                |

|  | Struthiomimus |
|  |               |
|  | Ornithomimus  |
|  |               |

Ornithomimosauria włączył do kladu Maniraptoriformes, zaliczanego do celurozaurów, grupy teropodów obejmującej także ptaki. Wczesne ornitomimozaury posiadały zęby, utracone przez bardziej zaawansowanych ewolucyjnie przedstawicieli grupy. W 2004 Makovicky, Kobayashi i Currie zasugerowali, że większa część wczesnej historii ewolucyjnej ornitomimozaurów przebiegała w Azji, gdzie odkryto większość rodzajów, w tym najbardziej bazalne. Przyznali jednak, że obecność pierwotnego  Pelecanimimus w Europie komplikuje klasyfikację. Grupa musiała rozprzestrzenić się raz bądź dwa z Azji na kontynent północnoamerykański przez Beringię, to wyjaśniałoby obecność tam rodzajów późnokredowych. Jak w przypadku innych grup dinozaurów, ornitomimozaury ograniczały się w znacznej mierze do Azji i Ameryki Północnej po oddzieleniu Europy od Azji przez Morze Turgajskie.
W 1994 paleontolog Thomas R. Holtz zgrupował ornitomimozaury i troodonty w oparciu o cechy takie jak obecność bulbowatej struktury na kości przyklinowej. Nazwał zaproponowany klad Bullatosauria, opierając się na epitecie gatunkowym Gallimimus bullatus, który także odnosił się do tej cechy anatomicznej. W 1998 Holtz doszedł jednak do wniosku, że troodonty są bazalnymi maniraptorami. Oznacza to, że wszyscy członkowie tej ostatniej grupy zaliczają się do Bullatosauria, co czyni z tej grupy młodszy synonim Maniraptoriformes. Wobec tego nazwa wyszła z użycia.

## Paleobiologia

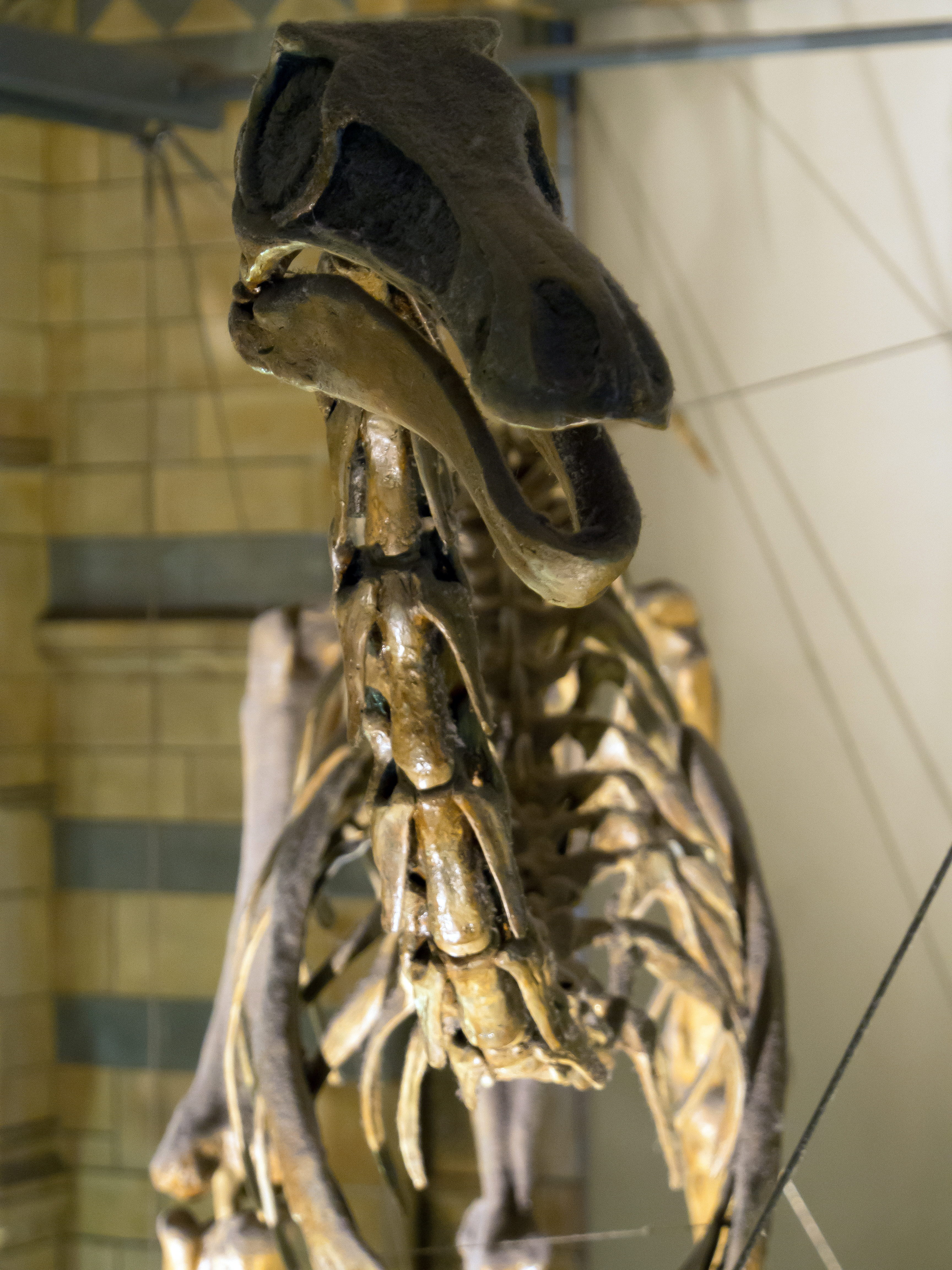
Zrekonstruowane czaszka i szyja widziane z przodu, NHM

Kręgi szyjne Gallimimus wskazują na pochyłe ułożenie głowy, opadającej pod kątem 35 stopni. Osmólska i współpracownicy odkryli, że ręce gallimima nie były zdolne do chwytania, dinozaur nie mógł przeciwstawiać kciuka pozostałym palcom. Zasugerowali także, że ręce były słabe w porównaniu do rąk, na przykład, innego ornitomimozaura Deinocheirus. Zgodzili się z interpretacją biologii ornitomimów zaproponowaną przez paleontologa Dale'a Russella z 1972, widzącego w nich rącze zwierzęta, choć mniej zwinne od współczesnych ptaków bezgrzebieniowych. Jako że ich drapieżniki mogły cechować się widzeniem barwnym, zasugerował on, że mogło to mieć wpływ na ubarwienie ornitomimów, być może przybierających kamuflaż. W 1982 paleontolog Richard A. Thulborn oszacował prędkość biegu Gallimimus na 42-56 km/h. Odkrył, że ornitomimy nie dorównywały prędkością dzisiejszym strusiom, osiągającym 70-80 km/h, po części w związku z kończynami górnymi i ogonem zwiększającymi masę ciała.

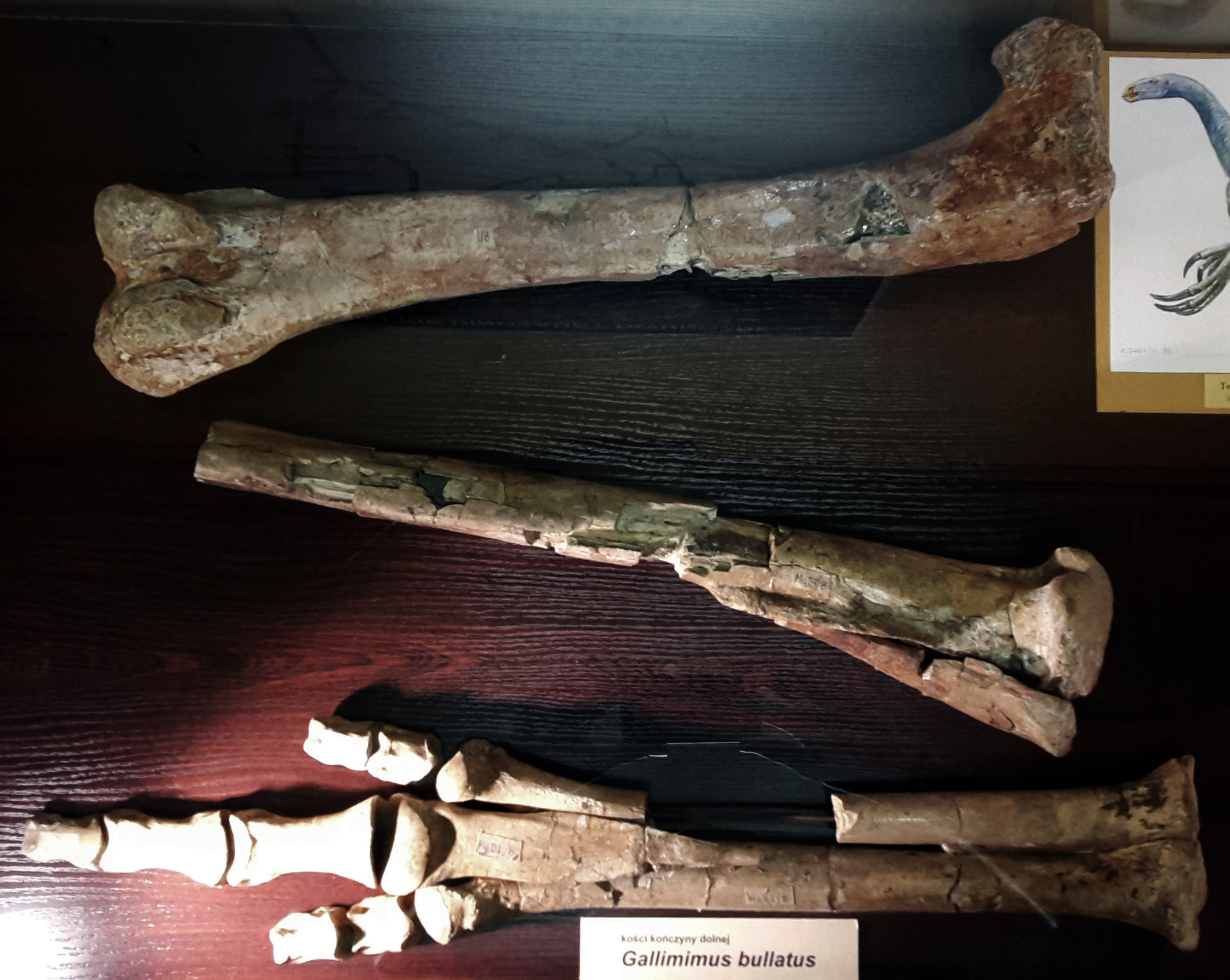
Przednia kończyna okazu ZPAL MgD-I/8, MEPAS

W 1988 Paul zasugerował, że ornitomimy miały splaszczone gałki oczne o minimalnej ruchomości w oczodołach, wobec czego w widzeniu dużą rolę odgrywałyby ruchy głowy. Jako że ich oczy zwracały się bardziej na boki niż u części innych przypominających ptaki teropodów, ich obszar widzenia obuocznego był bardzo ograniczony. Adaptacja taka pomaga zwierzętom wypatrywać zagrażających im drapieżników. Paul uznał względnie krótki ogon, redukujący masę ciała, i nieobecność palucha za adaptacje ornitomimów do szybkości. Zasugerował, że dinozaury te broniły się, dziobiąc i kopiąc, w największym jednak stopniu polegały na prędkiej ucieczce. W 2015 Akinobu Watanabe i inni odkryli, że – podobnie jak Deinocheirus i Archaeornithomimus – Gallimimus miał najbardziej wśród ornitomimozaurów pneumatyczny szkielet. Kości pneumatyczne ułatwiają ptakom nowoczesnym latanie, ale ich funkcja u nieptasich dinozaurów pozostaje niepewna. Proponowano, że chodzi o redukcję masy większych kości, związek z wysokim tempem metabolizmu, równowagą podczas poruszania się bądź termoregulacją.
W 2017 Lee ze współpracownikami zasugerowali różne możliwe warunki tafonomiczne celem wyjaśnienia, jak stopa gallimima zachowała się wraz ze śladami w znalezisku z 2009. Odciski zachowały się w piaskowcu, podczas gdy stopa w mułowcu, 20 cm poniżej warstwy śladów. Możliwe, że skamieniałość pochodzi od zwierzęcia, które zmarło na swych śladach, ale głębokość stopy w błocie może być zbyt płytka. Zauropsyda mogła zabić powódź, po której jego zwłoki zostały pogrzebane w stawie. Jednak warstwy mułu i piasku nie wskazują na powodzie, a raczej na suche siedlisko, a spękany osad wokół skamieniałości oznacza, że zwierzę jeszcze żyło, gdy znalazło się w tym miejscu. Wobec tego autorzy zasugerowali, że ślady zostawiono na długi czas przed okresem zgonu kolejnego zwierzęcia, który poprzedziło wysychanie, i prawdopodobnie żadne z nich nie zostały zostawione przez nie. Dinozaur mógł spacerować po dnie stawu, brodząc po osadzie, w którym odciśnięte były już ślady, i tam zginął, pogrążając się w błocie. Stopa mogła zakleszczyć się i odłączyć od reszty kośćca podczas rozkładu ciała, kiedy pogięły się ścięgna, a później nastąpiły na nią ciężkie dinozaury. Obszar może być pojedynczym cmentarzyskiem (w oparciu o możliwą liczbę osobników), reprezentującym masową śmierć gallimimów, może z powodu suszy lub głodu. Wydaje się, że zwierzęta poniosły śmierć w tym samym czasie (puste zagłębienia po wyrabowanych kościach są stratygraficznie identyczne), co może wskazywać na stadny tryb życia Gallimimus, sugerowany również w przypadku innych ornitomimów.

### Rozwój

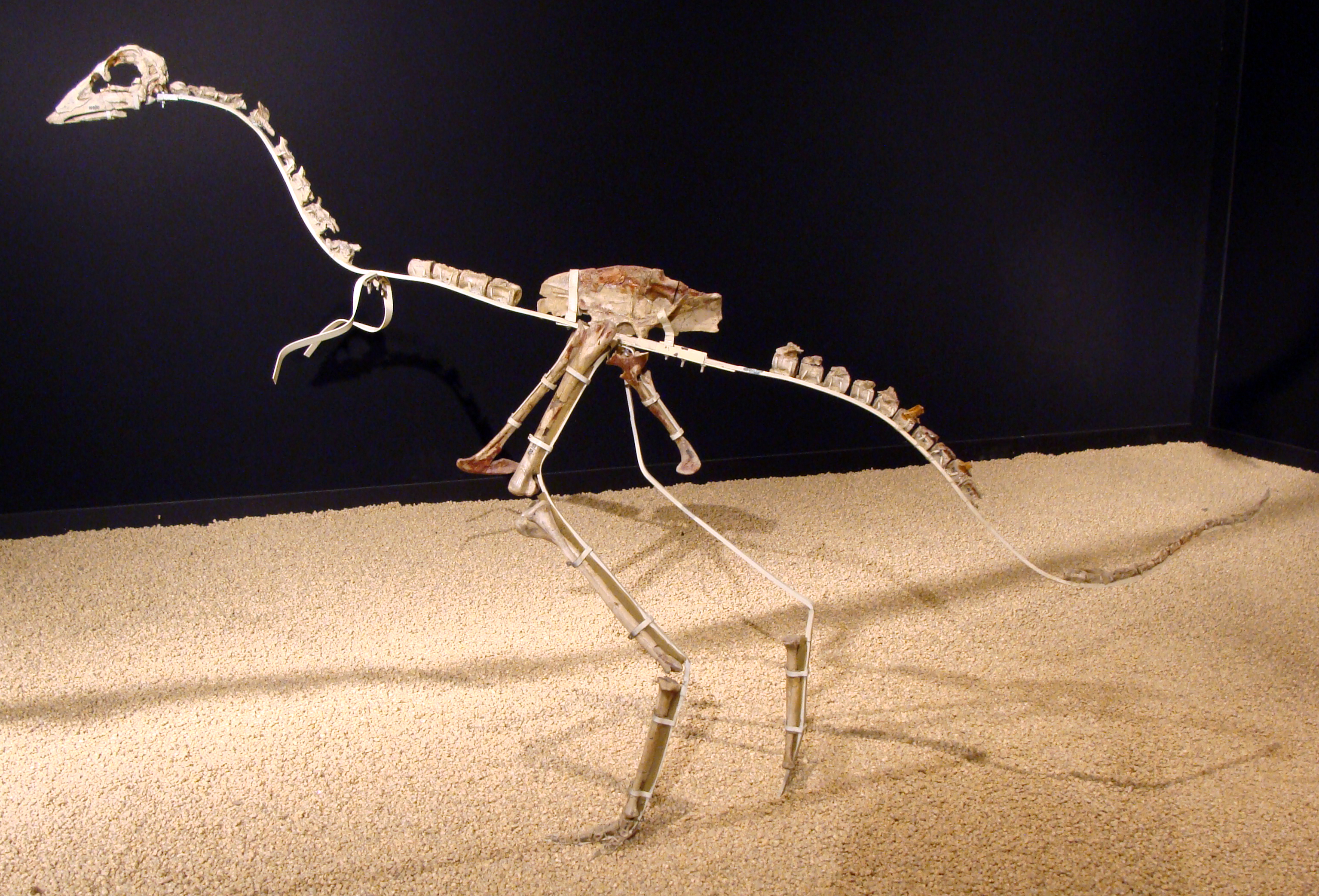
Najmniejszy znnay Gallimimus, osobnik młodociany IGM 100/10, wydobyty w CosmoCaixa

Badanie z 1987 autorstwa biologów Romana Pawlickiego i P. Bolechały wykazało związane z wiekiem różnice w zawartości wapnia i fosforu w kościach różnych okazów gallimima. Stosunek ich był najwyższy u osobników młodych bądź w średnim wieku, malejąc wraz z wiekiem. W 1991 badacze ci donieśli, że kości starych osobników zawierały najwyższe ilości ołowiu i żelaza, które u młodszych zauropsydów były niższe. Badanie histologii kości różnych dinozaurów opublikowane w 2000 przez biologów Johna M. Rensbergera i Mahito Watabe ujawniło, że kanaliki kostne i włókna kolagenowe Gallimimus i innych ornitomimów bardziej przypominały te obserwowane u ptaków niż ssaków w przeciwieństwie do swych homologów ptasiomiednicznych, bardziej przypominających struktury ssacze. Różnice te mogły wiązać się z procesem i szybkością formowania się kości. W 2012 paleontolożka Darla K. Zelenitsky i współpracownicy doszli do wniosku, że jako że dorosłe ornitomimozaury miały na kończynach górnych skrzydłowate struktury, a osobniki młodociane ich nie miały (czego dowodzą okazy Ornithomimus), struktury te stanowią trzeciorzędową cechę płciową, mogącą odgrywać rolę w zalotach, pokazach godowych i dobieraniu się w pary.

### Pożywienie

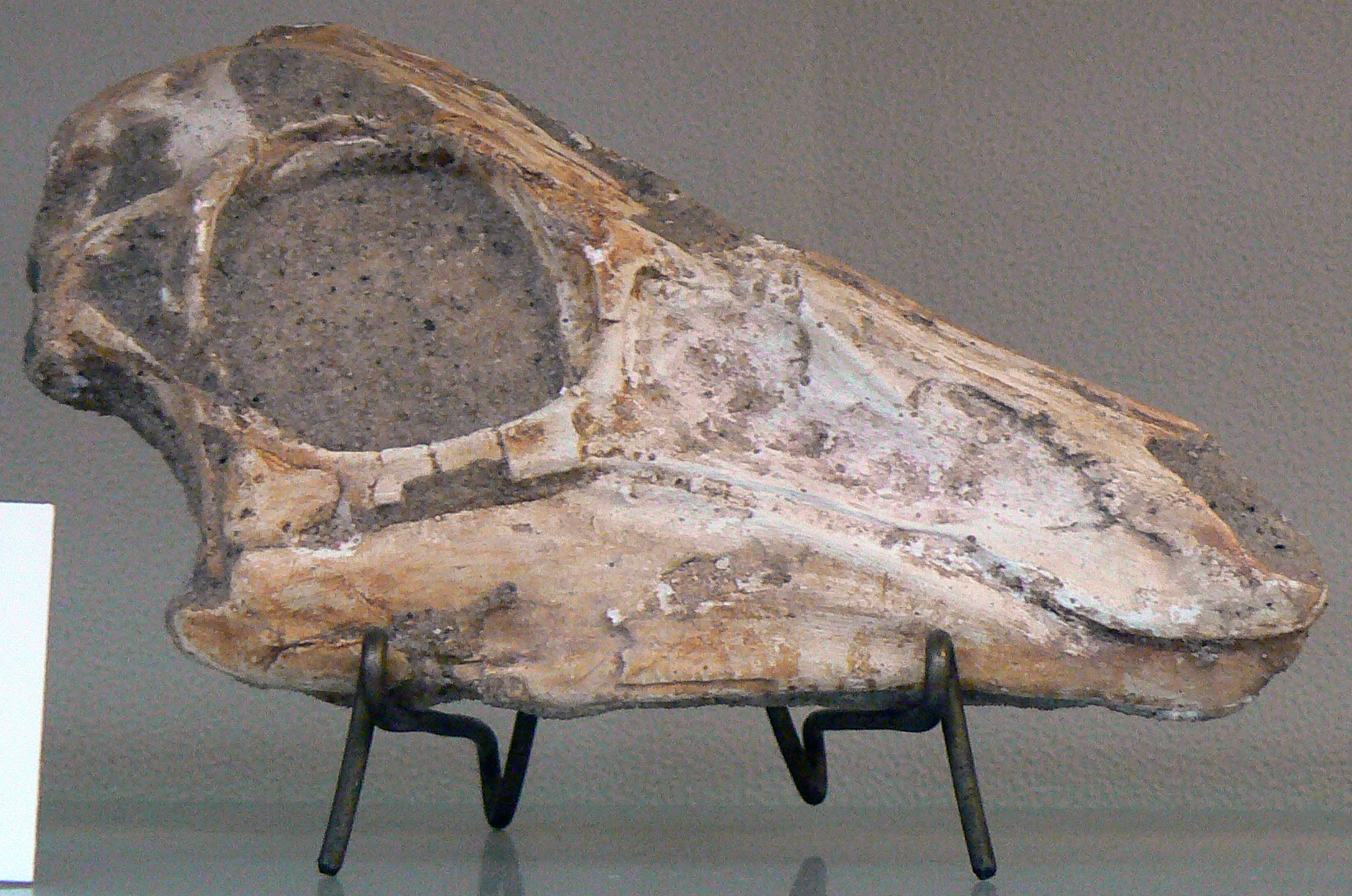
Odlew czaszki młodocianego okazu ZPAL MgD-I/1, Muzeum Historii Naturalnej w Paryżu

Osmólska i współpracownicy zauważyli znaczną ruchliwość przedniej części szyi gallimima (tylna część szyi była sztywniejsza), łuki kręgowe w tym regionie przypominały obserwowane u kury i innych kuraków, co wskazuje na podobne zwyczaje pokarmowe. Odkryli, że dziób Gallimimus przypominał kaczy bądź gęsi, wobec czego zauropsyd żywił się niewielką, żywą zdobyczą, którą zwykł połykać w całości. Ruchliwość szyi przydawała się przy lokalizowaniu zdobyczy na ziemi, jako że oczy rozmieszczone były o bokach czaszki. Badacze przyjęli podobne zwyczaje pokarmowe wszystkich ornitomimów. Zauważyli, że Russel porównał dzioby Ornithomimidae z dziobami owadożernych ptaków. Osmólska i inni zasugerowali zdolność Gallimimus do kinezy w związku z w widoczny sposób luźnym połączeniem między kośćmi na tyle czaszki. Cecha taka pozwala poszczególnym kościom na przemieszczanie się względem siebie. Badacze zaproponowali także, że dinozaur nie używał swych krótkorękich przednich kończyn do dostarczania sobie żywności do paszczy, ale do grabienia i kopania w ziemi celem jego zdobycia.  Ręce Gallimimus mogły ustępować siłą rękom strutiomima, który używał ich raczej do zagarniania i chwytania, jak napisali w 1985 paleontolodzy Elizabeth L. Nicholls i Anthony P. Russell.
W 1988 Paul sprzeciwił się poglądowi na wszystkożerność ornitomimów, zgodnie z którym zjadały niewielkie zwierzęta i jaja, jak też rośliny, jak to wcześniej sugerowano. Badacz zauważył, że strusie i emu żywią się głównie roślinnością, a czaszki ornitomimów przypominały w największym stopniu czaszki wymarłych moa, wystarczająco silnych, by zrywać gałązki, czego dowodzi zawartość ich jelit. Zasugerował dalej, że Ornithomimidae dobrze zaadaptowały się do twardych roślin i używały swych rąk do przyginania gałązek do obszaru zasięgu pyska. Paleontolog Jørn Hurum zasugerował w 2001, że w związku z podobną budową szczęki i żuchwy Gallimimus mógł być oportunistycznym wszystkożercą jak mewy. Badacz zauważył, że ciasny staw w obrębie żuchwy zabezpieczał przed jakimkolwiek ruchem między przednią a zadnią częścią żuchwy.

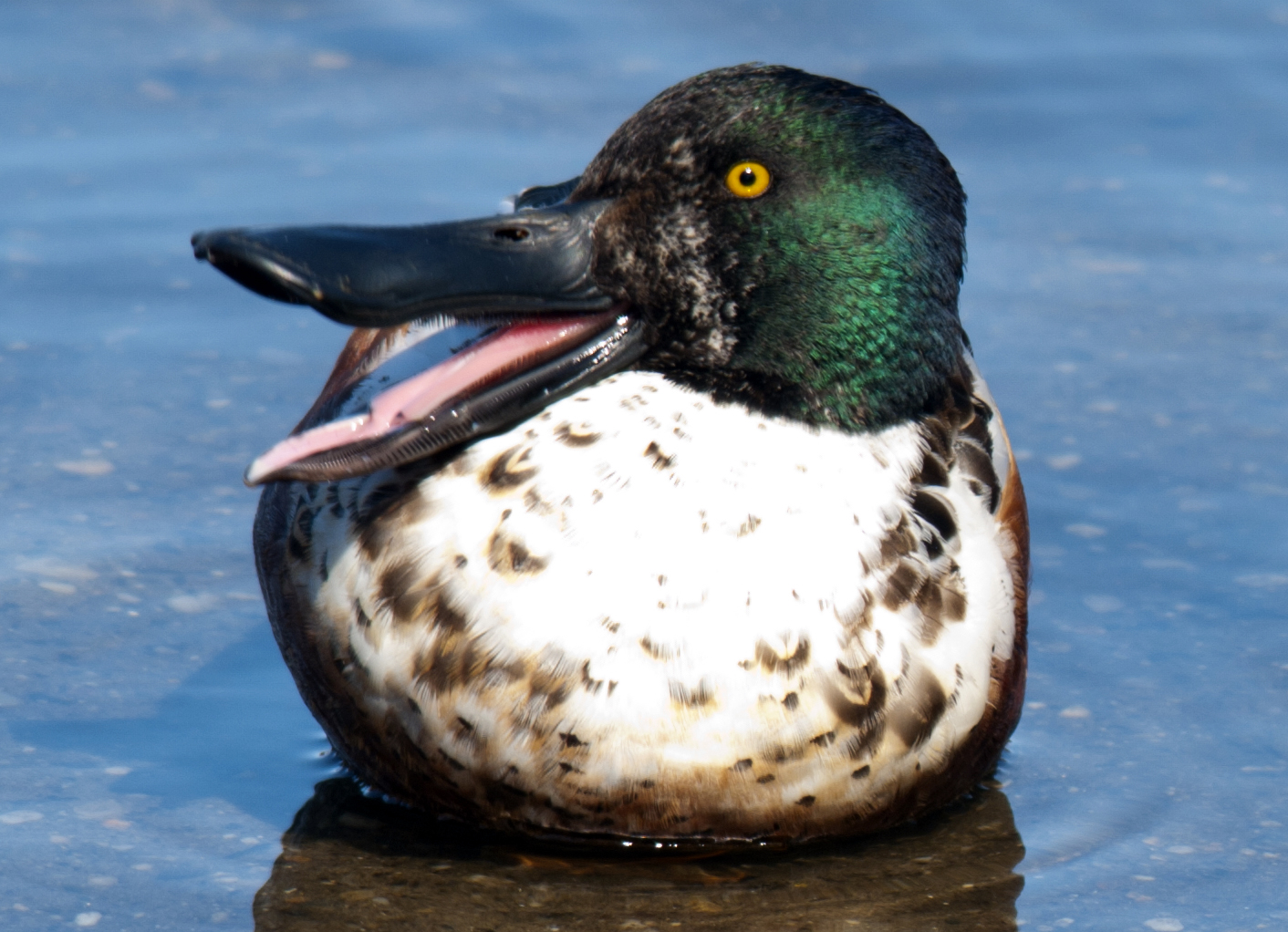
Dziób Gallimimus, obejmujący blaszkowate struktury przywodzące na myśli spotykane w dziobach ptaków, jak powyższy płaskonos zwyczajny, żółwi czy hadrozaurydów

W 2001 paleontolodzy Mark Norell, Makovicky i Currie opisali czaszkę Gallimimus IGM 100/1133 i czaszkę Ornithomimus z zachowanymi pozostałościami tkanek miękkich dzioba. Wewnętrzną stronę dziobu gallimima zdobiły kolumnowe struktury, które autorom zdały się podobne do blaszek dziobów blaszkodziobych, którym służą do manipulowania pokarmem, odcedzania osadu i odfiltrowywania cząstek pokarmowych, a także odcinania roślin podczas żerowania. Odkryli, że płaskonos zwyczajny, żywiący się roślinami, mięczakami, małżoraczkami i otwornicami, jest współczesnym blaszkodziobym posiadającym struktury o najpodobniejszej do gallimima budowie. Autorzy zauważyli, że ornitomimy prawdopodobnie nie wykorzystywały swych dziobów do polowań na duże zwierzęta. Były też pospolite w środowiskach przejściowych, a rzadsze w suchych.  Sugerowało to zależność od wodnych źródeł pokarmu. Jeśli to prawidłowa interpretacja, Gallimimus byłby największym znanym lądowym filtratorem.
W 2005 paleontolog Paul Barrett zauważył, że blaszkowate struktury gallimima nie wydają się giętką szczeciną jak u odfiltrowujących pokarm ptaków (jako że nie ma dowodów na zachodzenie na siebie). Przypominały za to bardziej cienkie, położone w równych odstępach pionowe fałdy w dziobach żółwi czy hadrozaurydów. U tych zwierząt grzbiety te wiąże się z dietą roślinożerców, służą one do ścinania twardej roślinności. Barrett sugerował, że grzbiety na dziobie gallimima stanowią naturalny odlew wewnętrznej powierzchni dzioba, co wskazuje na roślinożerność i spożywanie wysoce włóknistego pokarmu. Odkrycie wielu gastrolitów w pozostałościach ornitomimów wskazuje na obecność żołądka mięśniowego i także sugeruje roślinożerność, jako że kamienie te służą miażdżeniu pokarmu zwierzętom nie posiadającym odpowiedniego ku temu aparatu gębowego. Barrett podjął próbę oszacowanie ilości pokarmu przyjmowanych przez ornitomimozaury, w tym gallimima. Jako masę ciała zwierzęcia przyjął 440 kg. Zapotrzebowanie na energię wymagało przyjęcia pewnych założeń, uczony podjął kilka odrębnych szacunków. Przypisując gallimimowi szybki metabolizm, charakteryzujący współczesne ssaki, otrzymuje się powyżej 29 MJ dziennie. Podobny wynik stanowi rezultat przyjęcia tempa metabolizmu typowego dla dzisiejszych ptaków (jednak nie dla niewielkich ptaków wróblowych, o prawie dwukrotnie większym zapotrzebowaniu na energię). Zupełnie inaczej wyglądałaby ta sprawa, jeśli gallimim miałby metabolizm zbliżony do obserwowanego u jaszczurek, nawet tych ciepłokrwistych (niecałe 9 MJ dziennie), o zimnokrwistych nie wspominając (około półtora). Tak wielka rozbieżność oznacza, że i szacunkowe masy pochłanianego dziennie pokarmu będą się od siebie znacznie różnić. Najniższy wynik, 70 g dziennie, otrzymuje się przy założeniu tempa przemiany materii zimnokrwistej jaszczurki i menu złożonego z pożywnych pierścienic, skorupiaków bądź mięczaków żyworodkowatych. Najwyższy wynik, ponad 3⅓ kg, przyjmowałby gallimim z metabolizmem ptaków wróblowych żywiący się innymi mięczakami. Oznaczałoby to przefiltwowywanie w ciągu dnia tysięcy litrów wody, co Barrettowei nie wydaje się wykonalne. Jako filtrator nie zdołałby przyjąć takich ilości pokarmu. Badacz odkrył również, że ornitomimy występowały obficie nie tylko w siedliskach przejściowych, ale także w suchych, nie zapewniających odpowiedniej ilości wody, by utrzymać filtratora. W 2007 paleontolog Espen M. Knutsen napisał, że kształt dzioba ornitomimów, porównywany z obserwowanymi u ptaków nowoczesnych, przystaje jedynie do wszystkożerców bądź spożywających pokarm bogaty we włókna roślinożerców.

## Paleoekologia

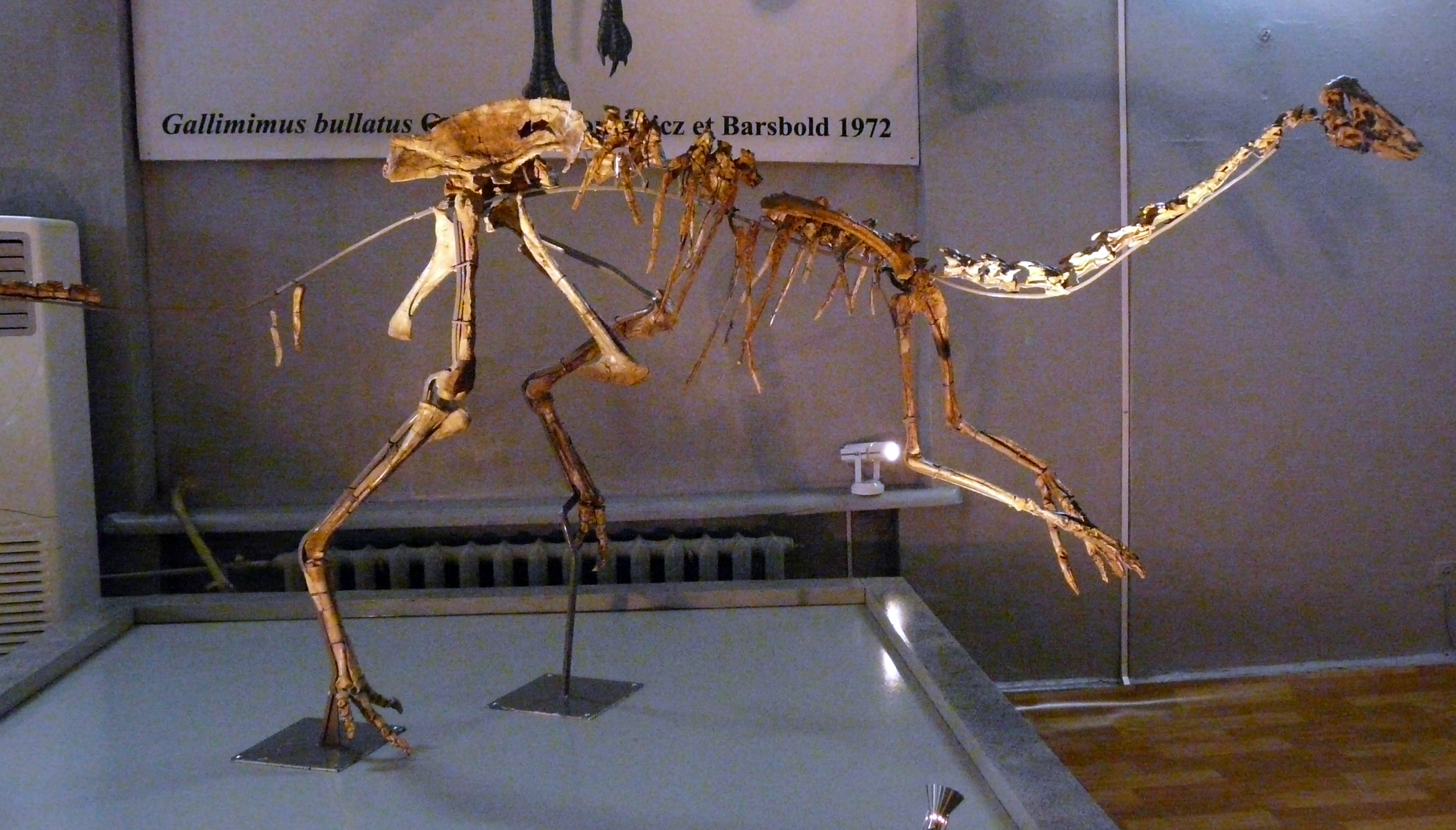
Szkielet młodocianego osobnika, Mongolskie Muzeum Historii Naturalnej, Ułan Bator

Gallimimus znany jest z formacji Nemegt na pustyni Gobi na południu Mongolii. Nigdy nie przeprowadzono datowania radiometrycznego tej formacji, ale znaleziona w jej skałach fauna wskazuje na wczesny mastrycht w kredzie późnej, jakieś 70 milionów lat temu. Osady w lokalizacji typowej Gallimimus Tsaagan Khushuu obejmują muły, mułowce, piaski, jak i mniej pospolite cienkie pokłady piaskowców. Facje skalne sugerują obecność w przeszłości kanałów rzecznych, błotnistych równin, płytkich jezior i terenów zalewowych tworzących środowisko przypominające współczesną Deltę Okawango. Duże kanały rzeczne i pokłady soli dowodzą znacznie wilgotniejszego klimatu niż związany ze starszymi formacjami Barun Goyot i formacja Djadochta, choć osady caliche wskazują na okresowe susze. Skamieniałe kości tej Kotliny Nemegt, w tym Gallimimus, są bardziej radioaktywne od skamieniałości otaczających ją terenów. Może za to odpowiadać zakumulowany w kościach uran, zgromadzony w nich dzięki przesiąkającej je wodzie gruntowej.
Rzeki Nemegt stanowiły dom dla szerokiej gamy organizmów. Odkryto tam okazjonalnie mięczaki, jak i różnorodne inne wodne zwierzęta: ryby, żółwie, krodylomorfy, wśród nich Shamosuchus. Ssaki stanowią w skałach tej formacji rzadkość, znaleziono w nich natomiast liczne ptaki, w tym  Enantiornithes Gurilynia, Hesperornithes Judinornis i Teviornis, prawdopodobnie blaszkodziobego. Dinozaury roślinożerne reprezentują ankylozauryd Tarchia, pachycefalozaur prenocefal, duże hadrozaurydy zaurolof i Barsboldia, w końcu zauropody nemegtozaur i opistocelikaudia. Drapieżne teropody żyjące obok gallimima obejmowały tyranozauroida tarbozaura, aliorama i Bagaraatan, troodonty borogowię, tochizaura i Zanabazar. Teropody roślinożerne bądź wszystkożerne obejmowały terizinozaury, jak terizinozaur, oraz owiraptorozaury jak elmizaur, Nemegtomaia i Rinchenia. Znaleziono tam też szczątki innych ornitomimozaurów, Anserimimus i Deinocheirus, ale to gallimim jest najpospolitszych przedstawicielem tej grupy w Nemegt.

## W kulturze

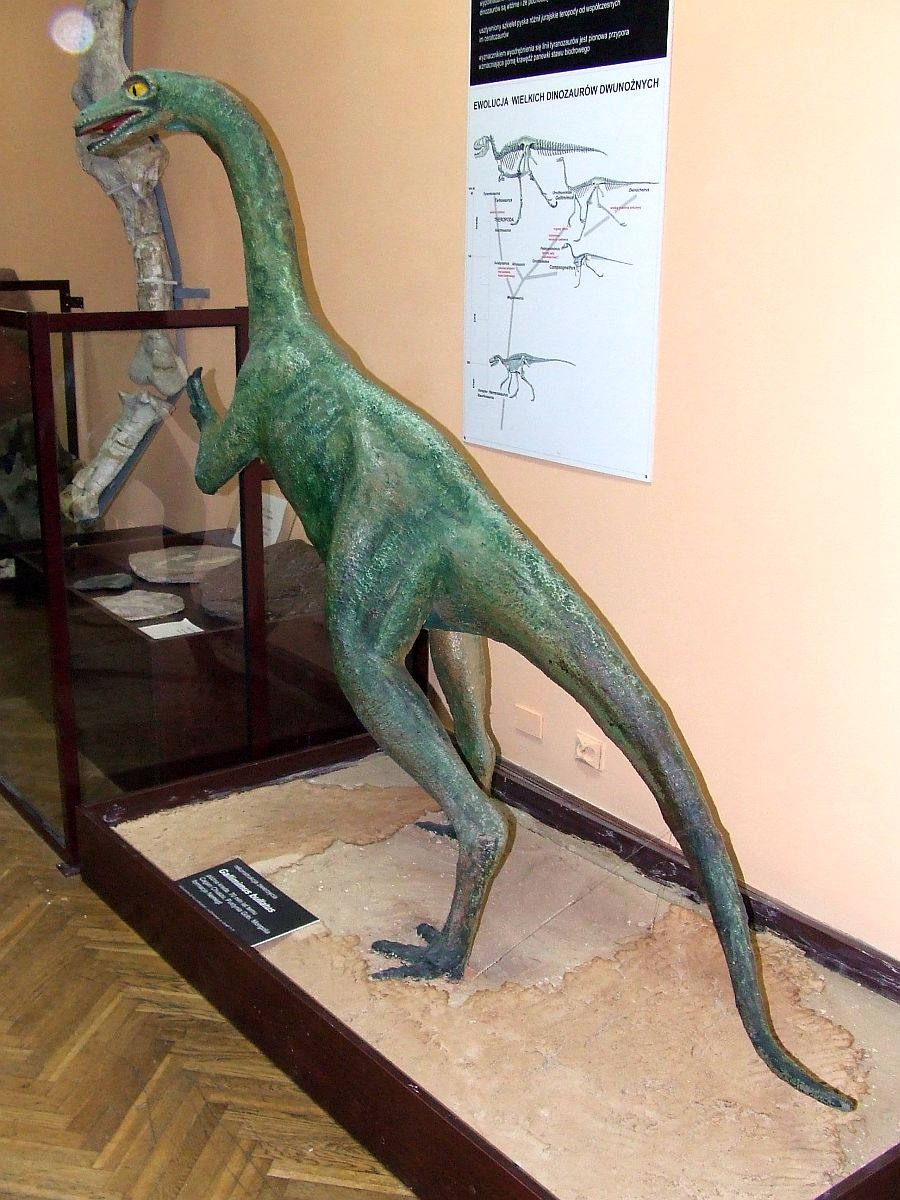
Gallimimus był niegdyś przedstawiany bez piór, Muzeum Ewolucji Instytutu Paleobiologii Polskiej Akademii Nauk

Gallimimus przedstawiono  w 1993 w filmie Park Jurajski w reżyserii Stevena Spielberga; podobna scena w oryginalnej powieści przedstawiała hadrozaury. Spielberg pragnął sceny pędzącego stada, ale nie wiedział, jak to osiągnąć. Początkowo próbowano ją zrealizować poprzez animację poklatkową. W tamtych czasach pokładano niewielką wiarę w obrazowanie zwierząt animacją komputerową, ale odpowiedzialna za efekty specjalne firma Industrial Light & Magic uzyskała zgodę producenta na eksplorację możliwości. Stworzyła komputerowy model szkieletu gallimima i wykonała testową animację przedstawiającą bieg stada szkieletów, a później tyranozaura goniącego w pełni wygenerowane stado gallimimów. Zespół produkcyjny przyjął to wielkim entuzjazmem, gdyż niczego podobnego wcześniej nie stworzono. Spielberg przekonał się do włączenia sceny do filmu oraz do użycia grafiki komputerowej w innych ujęciach dinozaurów, zamiast animacji poklatkowej. Gallimimus przedstawione zostały dzięki analizie ujęć strusi i stad gazeli. Kielan-Jaworowska nazwała scenę piękną. Filmowe dinozaury stały się jednym z najczęściej pokazywanych zastosowań CGI w filmie. Uznawano, że są „jak żywe” w stopniu większym, niż jakiekolwiek wcześniejsze efekty specjalne.
Park Jurajski podkreślał ptasie zachowanie stadne Gallimimus, reprezentujących bliskich krewnych wczesnych ptaków. Całe stado na filmie skręciło razem, a mniejsze osobniki przebywały w centrum grupy, chronione przez większe. W tej scenie bohater filmu paleontolog Alan Grant zauważa jednakową zmianę kierunku biegu, jak u stada ptaków uciekających przed drapieżnikiem, dodając do rozmówcy, z którym ogląda bieg szybkich, pełnych gracji gallimimów, że nigdy już nie będzie w ten sam sposób patrzył na ptaki. Obraz ten kontrastuje z tradycyjnym sposobem przedstawiania dinozaurów w mediach – jako ociężałych stworów wlokących za sobą ogon. Film pomógł w zmianie społecznej percepcji dinozaurów. Ta i inne sceny odzwierciedlają nowe, w czasie kręcenia filmu wciąż jeszcze kontrowersyjne, poglądy na ewolucję ptaków, wprowadzone dzięki konsultantowi naukowemu, paleontologowi Jackowi Hornerowi. Pomimo tego Gallimimus i inne dinozaury przedstawiono w filmie bez piór, po części dlatego, że nie wiadomo było wtedy jeszcze, jak bardzo pióra rozpowszechnione były w tej grupie zwierząt.
Twierdzono, że ślady z Lark Quarry (jedno z miejsc o największym na świecie zagęszczeniu śladów nieptasich dinozaurów) w Queensland w Australii posłużyły za inspirację i naukową podporę sceny z gallimimami. Ślady te wpierw zinterpretowano jako pozostałość popłochu dinozaurów zasianego przez pojawienie się drapieżnika z grupy teropodów. Pomysł ten poddano krytyce, rzekomy teropod mógł w rzeczywistości być roślinożercą z innej grupy, podobnym do mutaburazaura. Konsultant Parku Jurajskiego zaprzeczył, by ślady rzeczywiście stanowiły inspirację dla filmu.

## Filatelistyka
Poczta Polska wyemitowała 24 marca 2000 r. znaczek pocztowy przedstawiający gallimima w serii Zwierzęta prehistoryczne – dinozaury o nominale 0,7 złotego. Autorem projektu znaczka był Jacek Brodowski. Znaczek wydrukowano techniką offsetową, na papierze fluorescencyjnym, w nakładzie 2 400 000 szt.. Zwierzę zostało na znaczku opisane jako Gallimimus.